# جنون (فلم)
جنون شريط سينمائي تونسي أخرجه الفاضل الجعايبي عام 2006، وهو مأخوذ عن مسرحية تحمل نفس العنوان لاقت نجاحا لدى الجماهير والنقاد لدى عرضها بتونس وخارجها.

## الملخص
نون، أمّي شاب من عائلة تتكون من 11 طفلا، والده موظف جمارك قاس سكير ولكنه مواظب على عباداته، هو يعيش مع أمّ خانعة غير مجابهة لمصاعب الحياة ومع إخوته وأخواته وفيهم العاطل والمجرم والعاهرة والمهاجر السري. في يوم خطبة شقيقته الكبرى وعند تلاوة الفاتحة تصيبه رغبة جامحة في الضحك والبكاء مما استوجب إيداعه بمستشفى الأمراض النفسية. إلا أن لقاءه بأخصائية العلاج النفسي سيغير كل شيء.

## التقديم الفني
- القصة: ناجية الزمني
- السيناريو الفاضل الجعايبي وجليلة بكار
- الموسيقى: بيفو وألدو دي سكالي
- الملف: علي بن عبد الله
- التوليف: العربي بن علي
- الصوت: معز بن الشيخ
- العيار: 35 مم ألوان
- النوع: مأساة

## الممثلون
- محمد علي بن جمعة
- جليلة بكار
- قيس العويدي
- رؤوف بن عمر
- بسمة العش
- عواطف الجندوبي
- صالح النصراوي

## جوائز وترشيحات
- 2008 : جائزة التواصل بين الثقافات من مهرجان رؤى أفريقيا في مونتريال.

## روابط خارجية
- مقالات تستعمل روابط فنية بلا صلة مع ويكي بيانات